# Fellino
Fellino (o Fellino Castellaro) (Flèin, in dialetto piacentino) è una frazione del comune italiano di Travo, in provincia di Piacenza.
Si trova a circa 3 km dal capoluogo comunale ed è raggiungibile attraverso una strada comunale che si dirama dalla strada statale 45 di Val Trebbia in località Quadrelli.

## Geografia fisica
Fellino si trova nella media val Trebbia, sulla riva destra del fiume Trebbia, a sud-ovest del capoluogo comunale, a un’altitudine di 470 m s.l.m., in un pianoro in cui scorre il Rio Felino, affluente della Trebbia che raggiunge poi Quadrelli.

## Origine del nome
Il nome Fellino, che può essere accostato ai similari Felino, Felina, Figiline e Figlino, deriva probabilmente dai termini figlini o figulini, a loro volta diminutivi del latino figulus, termine siognificante vasaio oppure lavoratore di argilla che sarebbe legato alla fabbricazione di vasi, mattoni oppure tegole, attività favorita dalla presenza di rocce argillose.

## Storia
Fellino è riconducibile al Figlinis citato all'interno della Tabula alimentaria traianea come Julianum cum Figlinis e parte del pago Giunonio. La presenza romana nella zona è confermata anche dal ritrovamento nel 1986, in località Amaini, di un’asta di un cucchiaio realizzata in bronzo.
In epoca medievale Fellino fu citata all'interno di un atto notarile incluso nel Registrum Magnum del comune di Piacenza e risalente al 3 novembre 1130: l'atto, intitolato “de felino”, riguarda un pegno di terreni e al suo interno compare per la prima volta il nome dei Malaspina. Vi si dice, infatti, terra “quam tenet in filino a malaspina”, come era chiamato Alberto Obertenghi, capostipite della casata.
Nel Registrum Magnum del comune di Piacenza sono riportati anche due atti notarili datati 16 maggio 1136: nel primo, intitolato “de terris de filina e de lebiana et turiglia et mezzana”, Gandolfo del fu Ribaldo cede ai fratelli Ugo, Azzone e Guglielmo Guadagnabene, figli del fu Pagano, un quarto della  “curtis de felina in episcopatu piacentino costituta inter fluvium trevie et nuris …” in cambio di una somma di 77,5 nuove lire milanesi. Nel secondo atto, intitolato “de filina et certis aliis villis”, lo stesso Gandolfo del fu Ribaldo cede ad Alberto Cercamondo e a suo figlio Gualfredo tutti i suoi diritti sulla metà della “curtis de filina in comitatu piacentino costituto inter vallem treblie et nuris fluviorum….” in cambio di 155 nuove lire milanesi. Sempre nel 1136 Azzone ed Ugo Guadagnabene, essendo diventati cosignori di Mezzano e Felino, nonché di altre terre della val Trebbia, giurarono perpetua fedeltà ai Piacentini..
Nelle Storie Piacentine di Giovanni Vincenzo Boselli si narra che il giorno 15 luglio 1141 i consoli di Piacenza dettero in feudo la “Corte di Felino in Val Trebbia 18 miglia discosta da Piacenza” ai marchesi Guglielmo ed Obizzo Malaspina con la promessa che “essi marchesi costringerebbero tutti i loro sudditi a giurare che non faranno alcun male ai Piacentini né nelle persone né nelle robe loro e che faranno correre come principale la moneta piacentina”; il 26 agosto dello stesso anno detti marchesi, all'interno del castello di Sant'Antonino di Piacenza giurarono fedeltà al comune di Piacenza.
Sempre il Boselli riporta che nel 1194 venne in Italia l’imperatore Enrico VI di Svevia che in quell’occasione comandò ai marchesi Malaspina, ai piacentini e ai pontremolesi di cessare le ostilità e di venire a concordia fra loro. Venne fatta la pace dalla quale risultò anche la restituzione ai marchesi Obizzo, Corrado e Alberto Malaspina della corte di Felino.
Nel 1210 venne chiamato a Piacenza come podestà Druso Marcellino da Milano, che proseguì l’inquisizione iniziata nell’anno precedente allo scopo di rimediare alle usurpazioni e ruberie a cui era soggetta la Cosa Pubblica. Il podestà obbligò i grandi di notificare con atto pubblico e solenne tutto ciò che tenevano sia in feudo sia con altro titolo. In questa occasione i marchesi Rinaldo, Alberto Morro, Corrado e altri Malaspina, con rogito del notaio Giovanni Codagnello, giurarono e confessarono di tenere in feudo dal Comune di Piacenza “Felinum et Denaure et Curtem Felini et Cantam cravam et Castrum de Pizo de Cornu” 
Nel 1228 Obizzo Malaspina e suo zio Corrado da una parte e il comune di Piacenza e suoi Consoli dall’altra, si promisero aiuto reciproco sia in tempo di pace come di guerra.

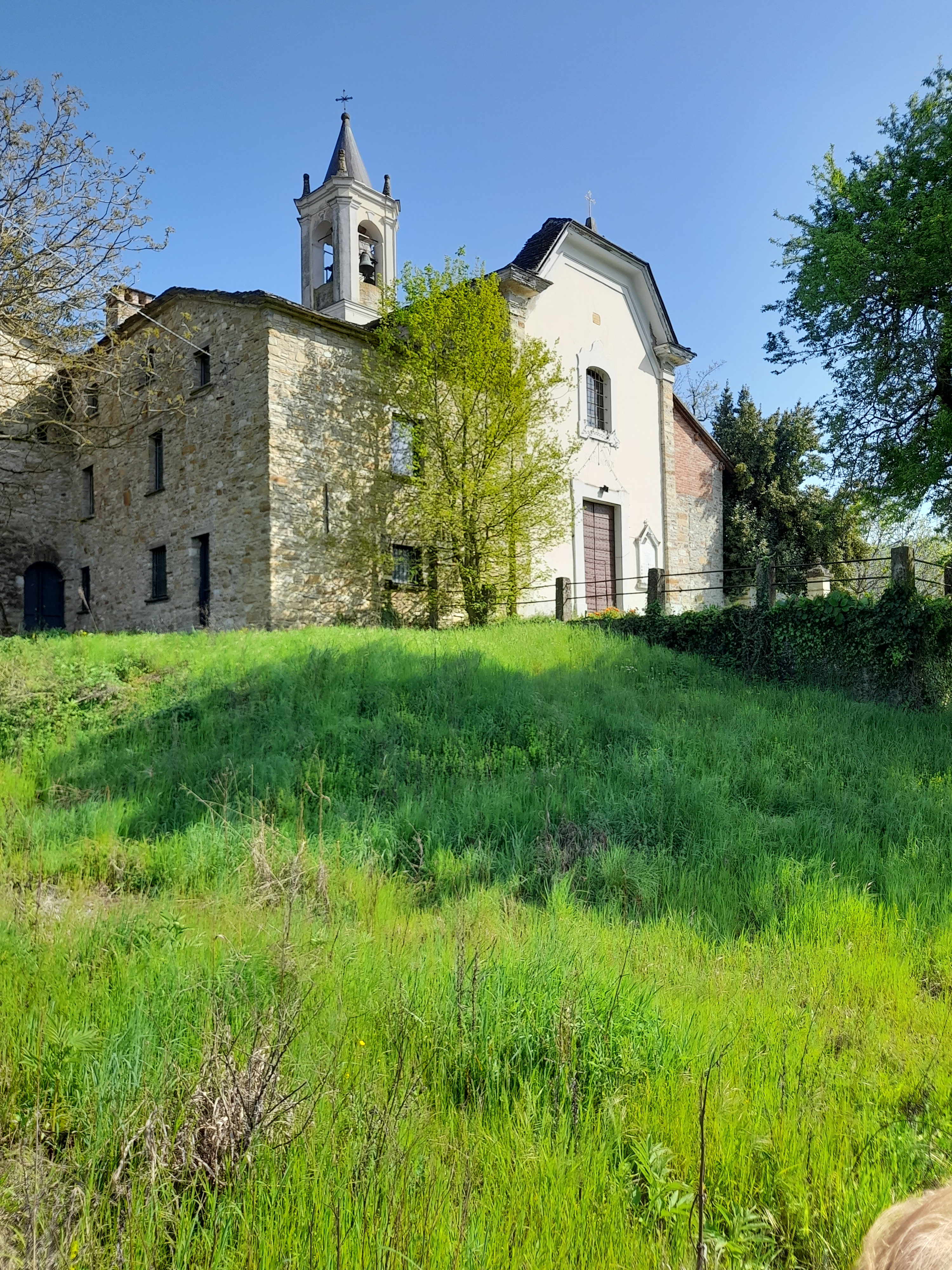
Chiesa parrocchiale di Sant'Alessandro Martire

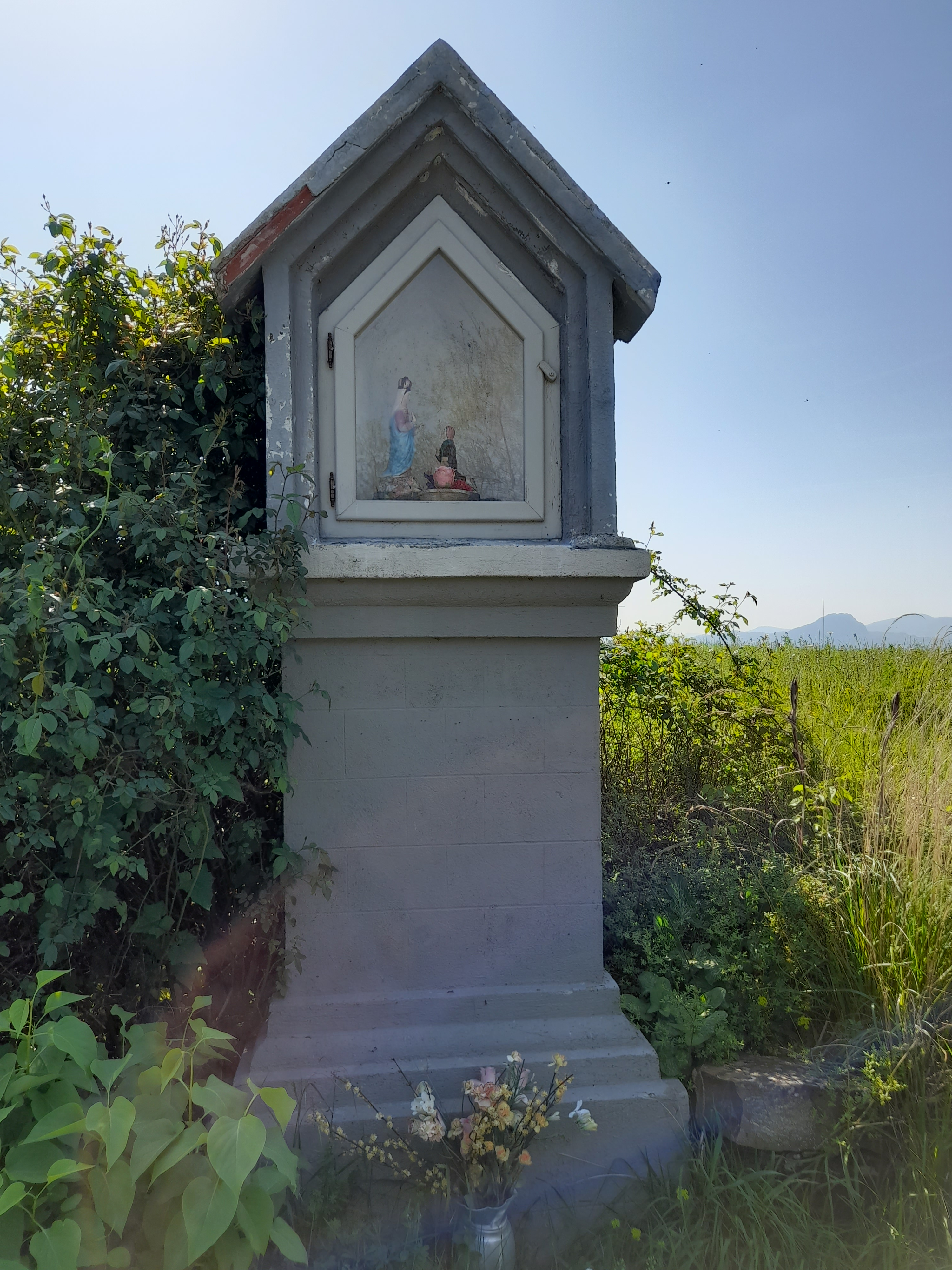
Edicola votiva sulla strada per il Castellaro

Un atto del 24 giugno 1317, redatto dal notaio Gabriele Musso, testimonia la presenza di un luogo di culto a Fellino: esso cita la chiesa come suffraganea della pieve di Sant’Antonino di Travo.
Fellino è poi citato in un documento del 3 giugno 1493 con il quale il duca di Milano Gian Galeazzo Maria Sforza premiò il condottiero Antonio Caracciolo nominandolo conte dei cinque castelli feudi di Onofrio Anguissola, il quale era stato giustiziato per essersi ribellato al duca Francesco Sforza nel 1462 con gli allodiali di “ Rivergaro, Statto, … , Felina, … , e villaggi vicini¸ parte dei quali permutò nel feudo del Rivergaro con Filippo e Antonio Maria Anguissola conti di Montechiaro” figli naturali di Gian Galeazzo fratello del giustiziato Onofrio.
Nella visita apostolica di Monsignor Castelli del 22 marzo 1573 la chiesa di Sant’Alessandro di Fellino viene indicata come unita alla chiesa di Denavolo. Questa unione si manterrà nei secoli successivi tanto che nella Gazzetta ufficiale del 26 settembre 1986 a commi 261 e 262 si parla del beneficio parrocchiale di Fellino che comprende, oltre ai beni della chiesa di Sant'Alessandro in Fellino, anche quelli della chiesa dedicata ai Santi Faustino e Giovita in Denavolo.
Il castello di Fellino passò poi successivamente alla famiglia dei Morando, signori di Montechiaro, prima di cadere in stato di abbandono e venire distrutto, lasciando solo alcune tracce nei pressi dell'oratorio di Santa Maria del Castellaro.
Nel Vocabolario topografico dei Ducati di Parma Piacenza e Guastalla del 1834 Fellino viene descritto come “Felino, villa del comune di Travi”, specificando che  “ presso Quadrelli, gruppo di case di questa villa, esiste una cava di pietra da cote di grana assai fine, e molto reputata. Se ne manda a Piacenza e ancor più a Milano ove si preferisce a tutte le altre di questa specie”.

## Monumenti e luoghi d’interesse

### Architetture religiose
Chiesa di Sant’Alessandro MartireLa costruzione, che risale al 1630 circa, è stata ristrutturata dalle fondamenta alla metà del XVIII secolo per iniziativa del rettore don Gian Battista Peretti. La chiesa, che sorge in posizione isolata, si presenta con una facciata rinserrata da pilastri in pietra a vista, con cuspide poligonale modanata. L'edificio è dotato di un unico portale sovrastato da un finestrone, entrambi con cornici a casula. Ai lati della chiesa sono presenti la canonica e una serie di edifici rurali. L’interno è ad unica navata a quattro campate con volte a botte; sono presenti due cappelle votive consacrate rispettivamente alla Beata Vergine Addolorata e a Sant'Antonio. Il presbiterio, di forma rettangolare e dotato di volta a botte, è rialzato di due gradini rispetto al resto dell'edificio.

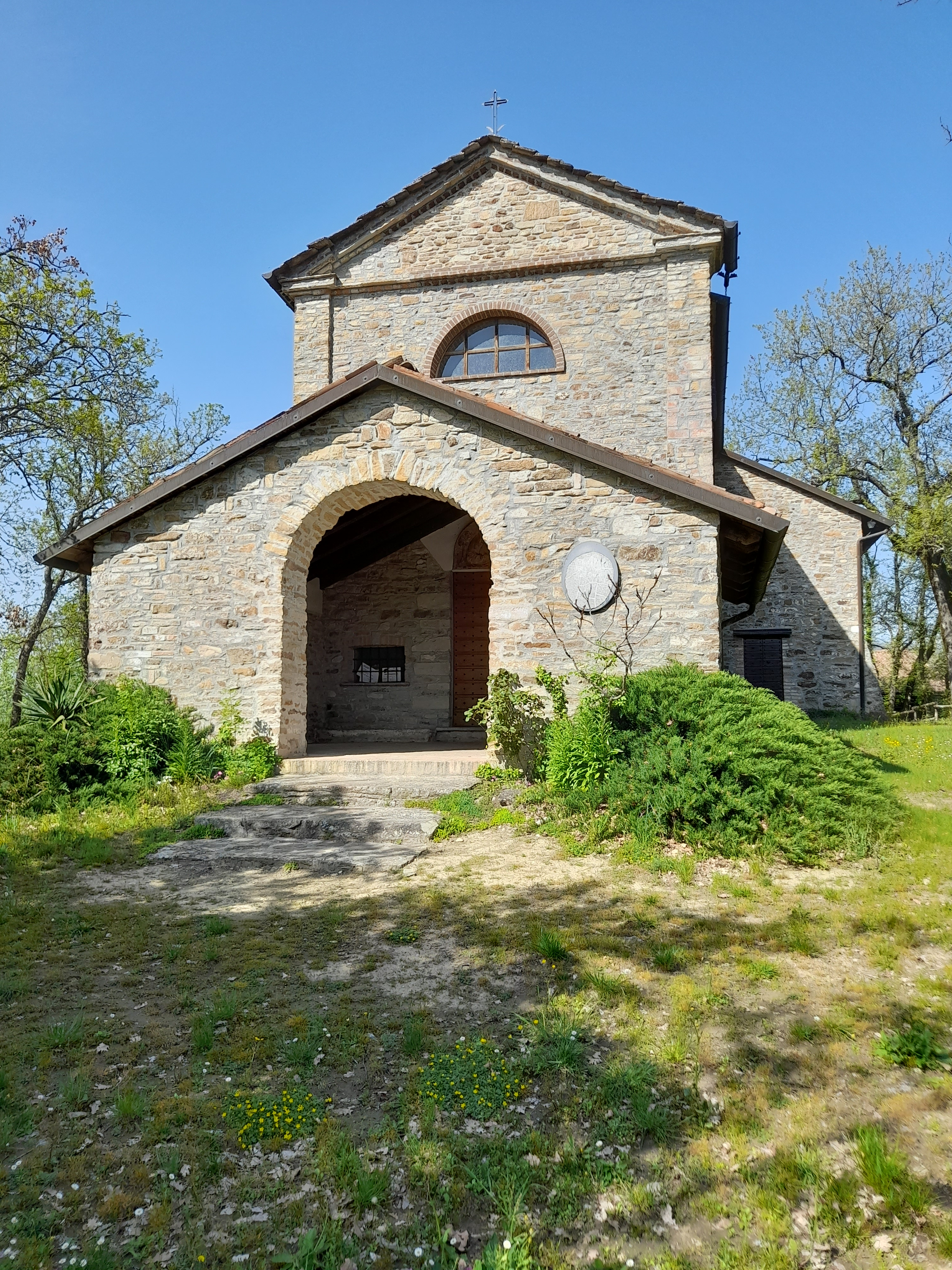
L'oratorio della Beata Vergine del Castellaro

Oratorio della Beata Vergine delle Grazie del Castellarooratorio posto alle dipendenza della parrocchia di Fellino, sorge su un’altura isolata situata a 545 m s.l.m. dove un tempo sorgeva probabilmente il castello di Fellino. La struttura, risalente al XV secolo, venne ampliata nel 1830 mediante la realizzazione di due bracci laterali, del pronao e del coro; nel corso di questo intervento furono ritrovate diversi resti ossei di defunti i quali vennero tumulati al di sotto dello stesso pronao. Il complesso subì ulteriori ristrutturazioni tra la seconda metà del XIX secolo e i primi anni del XX secolo. Nel 1961 il genio civile si occupò della sistemazione del tetto, nonché della ripavimentazione dell'edificio. Sette anni più tardi ingenti danni all'edificio furono causati da una frana; i lavori di riprsitino, su progetto dell'ingegner Renzo Armani furono completati nel 1997. L’edificio è realizzato interamente in pietra a vista e è dotato di una facciata a capanna coronata da un frontone di forma triangolare e preceduta da un ampio portico; al di sopra dell'unico portale di accesso si trova una lunetta realizzata in cotto che contiene al suo interno un bassorilievo rappresentante la Madonna con Bambino. Nella porzione alta della facciata si trova una grande finestra a lunetta dotata di cornice in mattoni, mentre sul lato destro del complesso sorge la sagrestia.

## Cultura

### Eventi
Ogni anno, alla prima domenica di agosto ricorre la festa della Madonna del Castellaro. In questa occasione viene organizzata dall’associazione Amici del Castellaro una sagra di quattro serate, dal venerdì al lunedì, con musica e danze e la presenza di stand gastronomici dove si possono gustare i prodotti del territorio e i piatti tipici della cucina piacentina.